# Hilary Greaves
Pour les articles homonymes, voir Greaves.
Hilary Greaves (née en 1978) est une philosophe britannique, actuellement professeure de philosophie à l'Université d'Oxford. De 2017 à 2022, elle a été directrice fondatrice du Global Priorities Institute, un centre de recherche sur l'altruisme efficace à l'université d'Oxford soutenu par Open Philanthropy,.

## Éducation
Greaves obtient une licence en philosophie et en physique de l'Université d'Oxford en 2003, et un doctorat en philosophie de l'université Rutgers en 2008. Sa thèse de doctorat s'intitule Spacetime Symmetries and the CPT Theorem (« Symmétries de l'espace-temps et théorème CPT ») et est supervisée par Frank Arntzenius. Elle a occupé des postes au Merton College et au Somerville College et, depuis 2016, est professeur de philosophie à Oxford.

## Recherche
Les travaux actuels de Greaves portent sur les questions liées à l'altruisme efficace, notamment en ce qui concerne la recherche des interventions à prioriser. Ses intérêts de recherche incluent la philosophie morale (y compris les questions fondamentales liées au conséquentialisme, à l'agrégation interpersonnelle, à l'éthique de la population, et à l'incertitude morale), l'épistémologie formelle et la philosophie de la physique, en particulier de la mécanique quantique,.
En octobre 2022, elle est présentée dans le Future Perfect 50 de Vox pour son travail sur le long-termisme. Elle a soutenu que, tout comme la distance géographique ne devrait pas faire de différence quant à l’importance d’atténuer la souffrance d’une personne (dans la mesure où l'on en est capable), la distance temporelle est également moralement sans importance. Greaves a défendu sa position long-termiste en termes de résultats utilitairistes et de justice intergénérationnelle.